# Herman Willem Daendels
Herman Willem Daendels (Hattem, 21 ottobre 1762 – Elmina, 2 maggio 1818) è stato un politico olandese, 36º governatore delle Indie Orientali Olandesi tra il 1808 ed il 1811..

## Biografia

### Gioventù
Nato ad Hattem, Paesi Bassi, il 21 ottobre 1762, Daendels fu il figlio di Burchard Johan Daendels, segretario del sindaco, e Josina Christina Tulleken. Studiò legge presso l'Università di Harderwijk, laureandosi il 10 aprile 1783.

### Attività politica
Nel 1785 si unì ai Patrioti, che avevano raggiunto il potere in numerose città olandesi. Nel 1786 difese la città di Hattem. Nel 1787 difese Amsterdam dall'esercito prussiano che aveva invaso i Paesi Bassi nel tentativo di restaurare Guglielmo V di Orange-Nassau. Dopo che Guglielmo V tornò al potere, fuggì in Francia a causa di una condanna a morte. Daendels fu testimone oculare della rivoluzione francese.
Tornò nei Paesi Bassi nel 1794, come generale dell'esercito rivoluzionario francese del generale Jean-Charles Pichegru e del comandante della legione batava. Daendels aiutò il politico Pieter Vreede ad assumere il potere tramite il colpo di Stato del 25 gennaio 1798. Il gruppo di Vreede era insoddisfatto della maggioranza conservatrice-moderata presente in parlamento, tanto da cercare di evitare la scrittura di una costituzione ancora più democratica e centralista. Il regno di Vreede non ottenne i risultati sperati, e Daendels tentò un nuovo colpo di Stato contro Vreede il 14 giugno 1798. Nella Repubblica Batava Daendels occupò numerosi incarichi politici, ma dovette fare un passo indietro quando non riuscì ad impedire l'invasione anglo-russa dell'Olanda nel 1799, diventando un agricoltore ad Heerde, Gheldria.

### Carriera militare e coloniale

#### Governatore-Generale delle Indie orientali olandesi

Java Great Post Road, commissionata da Daendels

Luigi Bonaparte nominò Daendels colonnello generale nel 1806, e governatore generale delle Indie orientali olandesi nel 1807. Dopo un lungo viaggio giunse nella città di Batavia (oggi Giacarta) il 5 gennaio 1808 sostituendo il precedente governatore generale, Albertus Wiese. Il suo primo impegno fu quello di liberare l'isola di Giava dall'esercito britannico. Costruì nuovi ospedali e caserme, nuove fabbriche d'armi a Surabaya e Semarang, ed università militari a Batavia. Demolì il castello di Batavia sostituendolo con una nuova fortezza a Meester Cornelis (Jatinegara). Costruì il nuovo forte Lodewijk a Surabaya. Il suo risultato più conosciuto fu la costruzione della Grande strada postale (indonesiano: Jalan Raya Pos) nella parte settentrionale di Giava. La strada oggi è la principale dell'isola, e viene chiamata Jalur Pantura. La strada lunga molti chilometri fu completata in un solo anno, durante il quale morirono migliaia di isolano costretti a lavorarci.
Dimostrò capacità imprenditoriale nei confronti dei governanti di Giava, con il risultato di farli collaborare con i britannici contro gli olandesi. Soggiogò la popolazione di Giava obbligando gli isolani ai lavori forzati (Rodi). Vi furono azioni di ribellione nei suoi confronti, come quelle di Cadas Pangeran, Giava Occidentale.

#### Generale nella Grande Armata di Napoleone
Quando il Regno d'Olanda fu incorporato all'interno della Francia nel 1810, Daendels tornò in Olanda. Fu nominato generale di divisione (generale maggiore) e comandò la 26ª divisione della Grande Armata durante la campagna di Russia.

#### Governatore generale della Costa d'Oro olandese
Dopo la caduta di Napoleone, re Guglielmo I ed il nuovo governo olandese temevano che Daendels potesse diventare un carismatico leader dell'opposizione, e lo esiliarono nominandolo governatore generale della Costa d'Oro olandese (oggi parte del Ghana). In seguito all'abolizione della tratta atlantica degli schiavi africani, Daendels tentò di ritrasformare i possedimenti olandesi in Africa in colonie di piantagioni guidate dal commercio legale. Grazie all'esperienza maturata nelle Indie Olandesi, realizzò alcuni ambiziosi progetti, tra cui un complesso sistema stradale, con la via principale che univa Elmina e Kumasi nell'Ashanti. Il governo olandese gli diede carta bianca e grandi finanziamenti per realizzare i propri progetti. Contemporaneamente Daendels considerò il proprio governatorato come l'opportunità per stabilire un monopolio privato nella Costa d'Oro olandese.
Alla fine nessuno dei suoi piani si realizzò, e Daendels morì di malaria nel castello di Elmina, sede del governo olandese, il 2 maggio 1818. Il suo corpo fu sepolto nella tomba centrale del cimitero olandese di Elmina. Aveva vissuto nello Stato meno di due anni.